# Crypto AG
Die Crypto AG mit Sitz in Steinhausen ZG war ein international tätiges Unternehmen im Bereich der Informationssicherheit. Der deutsche Auslandsnachrichtendienst BND und die US‑amerikanische CIA kauften das Unternehmen 1970 heimlich auf. Sie veranlassten, dass vielen Staaten Maschinen mit schwächerer Verschlüsselung geliefert wurden, die von BND und CIA entziffert werden konnten (Operation Rubikon). Hintertüren sollen amerikanischen Angaben zufolge nicht verbaut worden sein. Über 130 Regierungen waren Kunden der Crypto AG.

## Geschichte

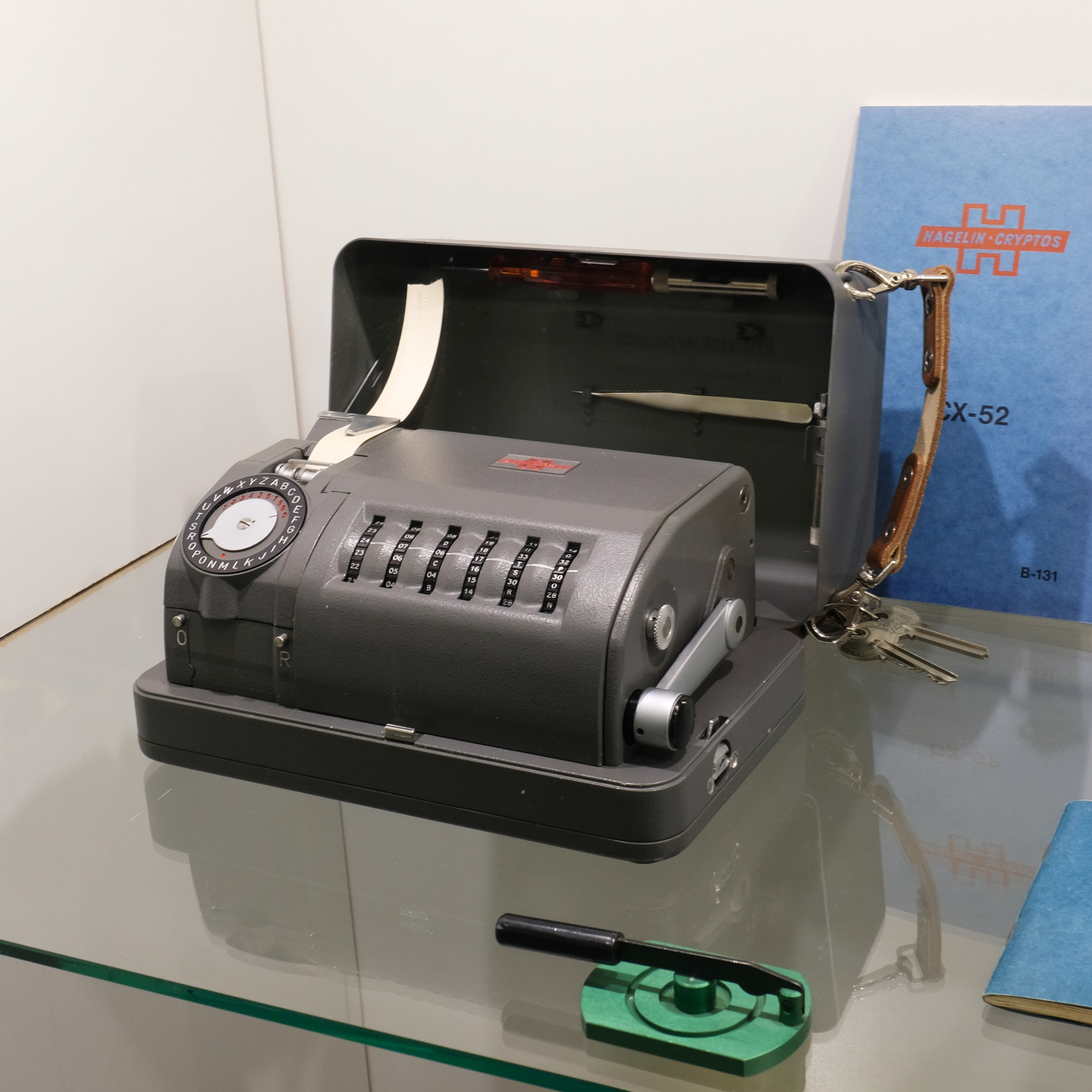
Die CX-52 im Enter-Museum

Im Jahr 1915 gründete der schwedische Kryptologe, Ingenieur und Erfinder Arvid Damm (1869–1927) in der schwedischen Hauptstadt Stockholm die Aktiengesellschaft (schwedisch ‘Aktiebolag’) A.B. Cryptograph. Zweck war, die durch ihn ersonnenen Chiffriermaschinen weiterzuentwickeln, zu fertigen und zu vertreiben. Als 1921 das Kapital des jungen Unternehmens zur Neige ging, gelang es ihm, den schwedischen Industriellen und Finanzier Emanuel Nobel (1859–1932), Neffe des Dynamit-Erfinders Alfred Nobel (1833–1896), sowie seinen Landsmann Karl Wilhelm Hagelin für weitere finanzielle Investitionen zu gewinnen. Auf Wunsch der Investoren stiess im Jahr 1922 Hagelins Sohn, der im Russischen Kaiserreich aufgewachsene und damals 30-jährige Boris Hagelin, (1892–1983) hinzu, um bei der Leitung, aber auch als technischer Berater mitzuhelfen. Bis 1925 entwickelte er dort mit dem Prototyp der B-21 seine erste Chiffriermaschine. Im selben Jahr, kurz nachdem Damm nach Frankreich übergesiedelt war, übernahm Hagelin die Leitung der A.B. Cryptograph. Damm starb zwei Jahre später im Jahr 1927. Hagelin reorganisierte das Unternehmen und liquidierte es schliesslich im Jahr 1932.
Unmittelbar darauf, noch im Jahr 1932, wurde es unter der neuen Firma A.B. Cryptoteknik (deutsch Kryptotechnik AG) mit Boris Hagelin als Geschäftsführer wiedergegründet. Nach dem Zweiten Weltkrieg, als die schwedische Regierung Chiffriermaschinen als Kriegsgeräte ansah und deren Export verbot, übersiedelte Hagelin im Jahr 1948 in die Schweiz mit der Absicht, dort ein Entwicklungslabor für die A.B. Cryptoteknik einzurichten. Am 13. Mai 1952 gründete er dort schliesslich die CRYPTO AG. Unter den Mitarbeitern der ersten Stunde befand sich der Schweizer Maschineningenieur Oskar Stürzinger, er wurde bald zu einem engen Vertrauten von Boris Hagelin und war bis 1970 Chefingenieur der Firma. Stürzingers Ehefrau Emmy arbeitete im Sekretariat der Firma.
Die Crypto AG entwickelte und produzierte unter dem Slogan Total Information Security Sicherheitslösungen für Militärs, Unternehmen, Privatpersonen, Banken und Regierungen. Die erste vollständig in der Schweiz produzierte Maschine war die C-52, eine Weiterentwicklung der C-36, die Boris Hagelin bereits vor dem Zweiten Weltkrieg an zahlreiche Nationen und – in Lizenz (Typ M-209) – an die US-Streitkräfte verkauft hatte. Aus den Konstruktionselementen der C-36 wurden in der Folgezeit die weiteren Modelle entwickelt. Boris Hagelin zog sich aus seiner aktiven Tätigkeit im Unternehmen zurück, als sich die Technik der Chiffriermaschinen immer mehr Richtung Elektronik bewegte. Das Unternehmenslogo mit dem orangen «H» verkörperte bis zur Auflösung den Anfangsbuchstaben seines Gründers.
Zusammen mit der 1988 (zunächst bis 1991 gemeinsam mit Ascom) gegründeten Schwestergesellschaft Info Guard AG war die Crypto AG bis im Januar 2018 unter dem Dach der «The Crypto Group AG» mit Sitz in Steinhausen organisiert. Seit Februar 2018 befindet sich das internationale Geschäft der Crypto International Group im Besitz des schwedischen Unternehmers Andreas Linde. Das Schweizer Geschäft wurde im Rahmen eines Management-Buyouts in die «Crypto Schweiz AG» überführt. Diese wurde am 17. September 2018 umbenannt in «CyOne Security AG».
Die Crypto AG hatte Niederlassungen in Brasilien, Malaysia, im Sultanat Oman und in den Vereinigten Arabischen Emiraten.
Im Verwaltungsrat der Crypto AG waren auch Politiker, wie beispielsweise Rolf Schweiger (von 2014 bis 2018) oder Georg Stucky (von 1992 bis 2016, davon Präsident von 2002 bis 2016), vertreten.
Der Fall Crypto AG hatte auch ein Nachspiel im Schweizer Parlament: Die Geschäftsprüfungsdelegation hat im Februar 2020 beschlossen, einen Bericht zum Fall ausarbeiten zu lassen. In einem Bericht wurden verschiedene Mängel festgestellt, so wurde kritisiert, dass der Nachrichtendienst den Bundesrat nie vollständig informiert hat und gab eine Reihe von Empfehlungen ab. Das Parlament lehnte aber die Bildung einer parlamentarischen Untersuchungskommission ab.

## Produkte

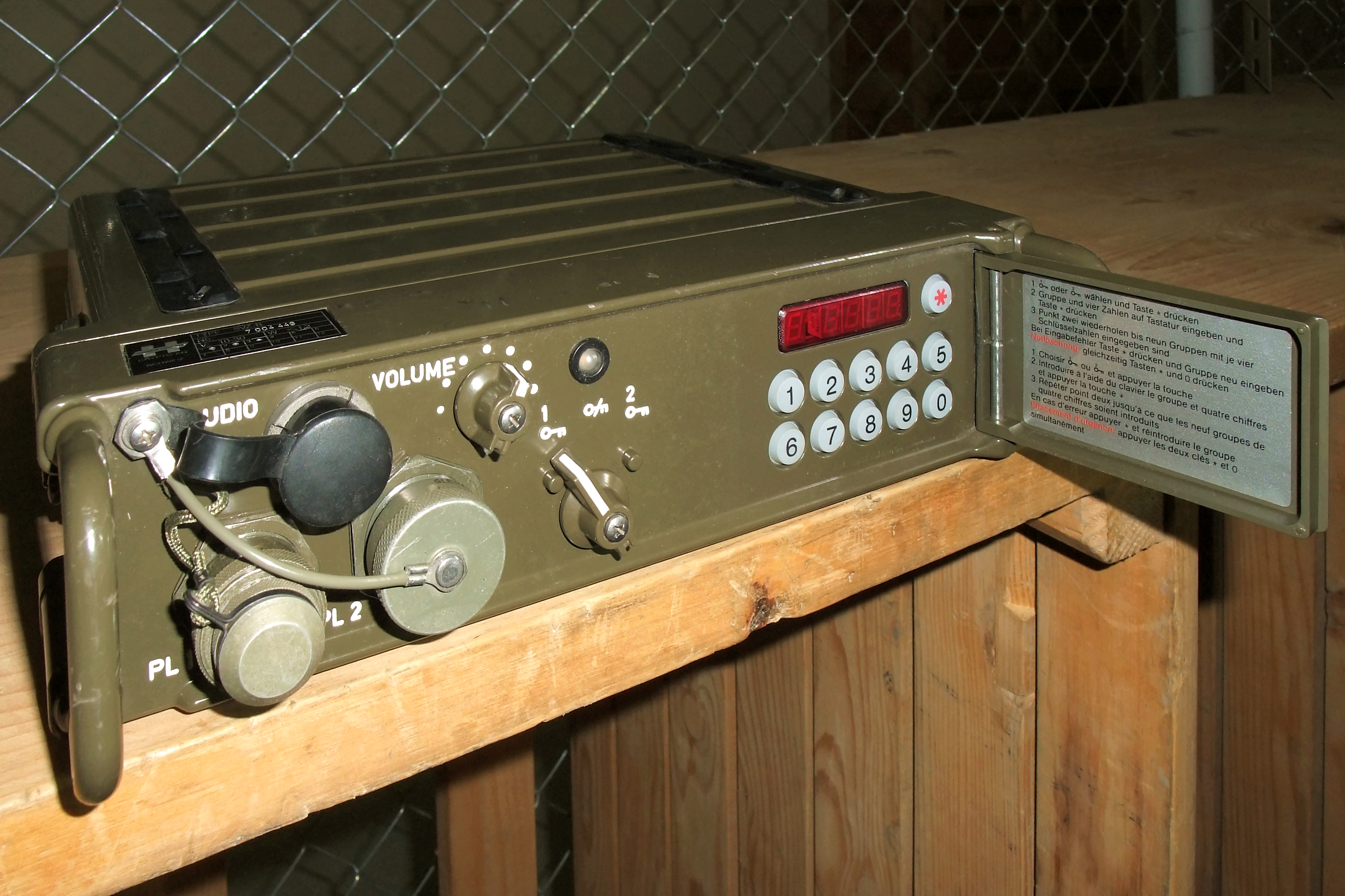
Sprachverschlüsselungsgerät CVX-396

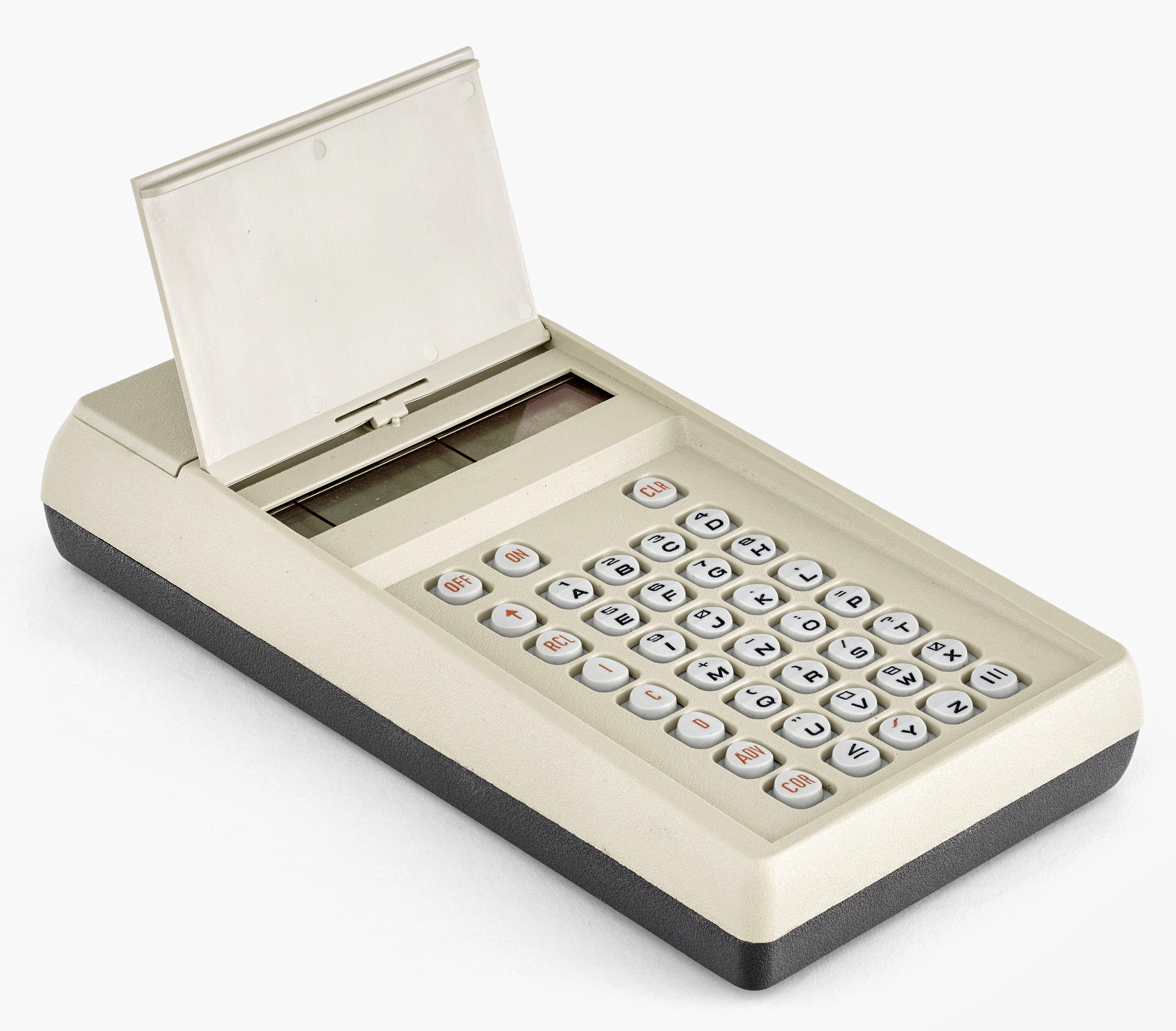
HC-520, eines der ersten vollelektronischen Verschlüsselungsgeräte von 1977

Die Crypto AG bot Verschlüsselungen für Funk, Telefon, VPN und Lichtwellenleiter. Gross geworden ist die Crypto AG durch den Verkauf von Funkgeräten an Regierungen für den Botschaftsfunk. Die verwendeten Verschlüsselungsalgorithmen sind nicht öffentlich, die Details sind nur wenigen Mitarbeitern des weltweit tätigen Unternehmens bekannt. Die Implementierung der Algorithmen erfolgt demnach nach dem Prinzip Security through obscurity. Eine Bewertung der Sicherheit durch jedermann ist daher (mangels offengelegtem Quellcode) nicht möglich.

## Eigentum durch Nachrichtendienste
Die Crypto AG kam ab 1992 durch die Festsetzung ihres Verkaufsingenieurs Hans Bühler im Iran und deren Nachgang in den folgenden Jahren in die Schlagzeilen. 1996 geriet dann das Unternehmen in den Verdacht, bis Ende der 1980er Jahre – unter Mitwirkung deutscher und US-amerikanischer Nachrichtendienste – manipulierte Schutzgeräte vertrieben zu haben. Das Nachrichtenmagazin Der Spiegel widmete 1996 in Ausgabe 36 unter dem Titel Wer ist der befugte Vierte? Geheimdienste unterwandern den Schutz von Verschlüsselungsgeräten dem Geschäftsgebaren der Crypto AG einen Artikel. In einem weiteren kritischen Bericht befasste sich MediaFilter.org mit den Verflechtungen zwischen der Crypto AG und dem technischen US-Nachrichtendienst NSA.
2013 beschrieb in einer ZDF-Reportage über die NSA-Affäre ein ehemaliger Mitarbeiter, wie er gezwungen wurde, einen Algorithmus-Entwurf zur Verschlüsselung von Daten abzuschwächen; mehrfach und in Absprache mit dem BND. Der Experte für Nachrichtendienste Erich Schmidt-Eenboom bezeichnete die Crypto AG in diesem Zusammenhang als „verlängerten Arm des BND“. Laut ihm habe der BND gezielt Algorithmen in die Verschlüsselungssysteme der Crypto AG eingebaut, welche ermöglichten, die Telekommunikation der über 20 Käuferstaaten zu decodieren. Sowohl Crypto AG als auch BND bestritten dies.
Im Februar 2020 veröffentlichten das SRF, ZDF und The Washington Post nach Auswertung eines 280-seitigen Dossiers eine gemeinsame Recherche, die belegt, dass der deutsche BND und die US-amerikanische CIA Eigentümer der Crypto AG waren und im Rahmen der Operation Rubikon an etwa 130 Staaten manipulierte Chiffriergeräte auslieferten, wodurch die Kommunikation durch Dritte entschlüsselt werden konnte. Die aus der Firma Gretag AG hervorgegangene Omnisec AG war der grösste Konkurrent der Crypto AG. Wie die Crypto AG lieferte vermutlich auch die Omnisec AG manipulierte Chiffriergeräte aus.

### Das Schweizer Parlament zum Fall Crypto AG
- Diverse Berichte der Geschäftsprüfungsdelegation des Schweizer Parlaments

### Firmenwebseiten
- Website der Nachfolgegesellschaft CyOne Security AG
- Website der neuen Crypto International AG am gleichen Standort in Steinhausen (seit 2018)

### Medienberichte
- Res Strehle: Neun Schweizer wussten es. Tages-Anzeiger, 24. Juni 2020 (Archiv).
- Res Strehle: Die Schweiz trickste Geheimdienste aus. Tages-Anzeiger, 29. August 2020 (Archiv).
- Trojanische Ohren. Steuern deutsche Geheimdienste eine Schweizer Firma für Chiffriergeräte? Focus Magazin Nr. 13/1994
- Operation Rubikon: Wie BND und CIA die Welt belauschten. ZDF, Frontal 21, 11. Februar 2020 (12 min)
- Weltweite Spionage-Operation mit Schweizer Firma aufgedeckt. SRF 1, Rundschau, 12. Februar 2020, (100 min, alternativ: kürzere Fassung auf Youtube, 53 min).
- Die Crypto AG in Zug – Die Schweiz in geheimer Mission, Schweizer Radio und Fernsehen, (14 min) Februar 2020
- Operation Rubikon. In ZDF-Mediathek, 27. August 2020.
- Dominik Landwehr: Die Chiffriermaschine CX-52 und ein Spionage-Skandal Im Blog des Schweizerischen Nationalmuseums vom 28. Februar 2020